# 圣艾蒂安代索尔
圣艾蒂安德索尔（法語：Saint-Étienne-des-Sorts，法語發音：[sɛ̃.t‿etjɛn de sɔʁ]）是法国加尔省的一个市镇，属于尼姆区。

## 地理
圣艾蒂安德索尔（44°11'14"N, 4°42'22"E）面积9.85 平方千米，位于法国奧克西塔尼大區加尔省，该省份为法国南部沿海省份，南端濒地中海，北起顺时针与阿尔代什省、沃克吕兹省、罗讷河口省、埃罗省、阿韦龙省和洛泽尔省接壤。
与圣艾蒂安德索尔接壤的市镇（或旧市镇、城区）包括：许斯克朗、韦内让、莫尔纳斯、皮奥朗克。
圣艾蒂安德索尔的时区为UTC+01:00、UTC+02:00（夏令时）。

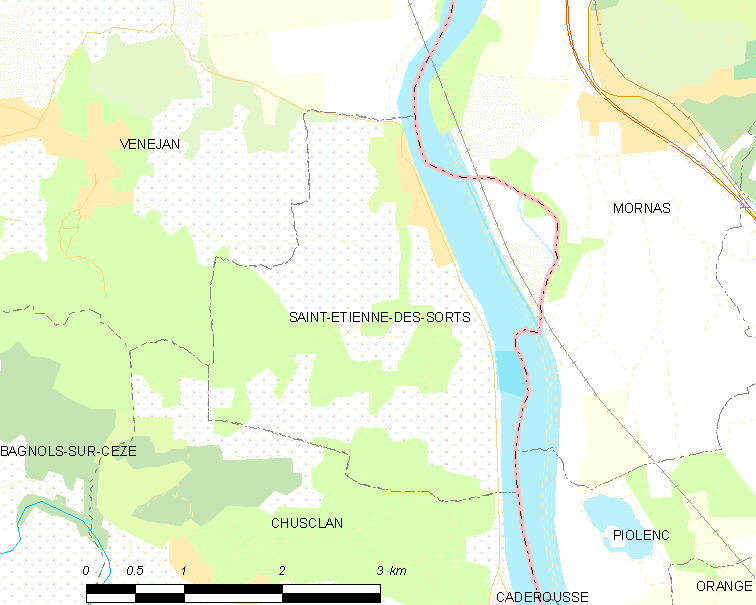
圣艾蒂安德索尔的OSM定位图

## 行政
圣艾蒂安德索尔的邮政编码为30200，INSEE市镇编码为30251。

## 政治
圣艾蒂安德索尔所属的省级选区为塞兹河畔巴尼奥勒县。

## 人口

1962-2008年间圣艾蒂安德索尔人口变化图示

圣艾蒂安德索尔于2022年1月1日时的人口数量为537人。